# Anselm Langen
Anselm Langen (* 1634 oder 1635 in Ahlen; † 6. Juni 1698 in Aldenhoven) war von 1689 bis 1698 Abt des Benediktinerklosters Liesborn.

## Leben
Anselm Langen trat 1656 in die Abtei Liesborn ein und erlangte im darauffolgenden Jahr die Profess. Daraufhin übte er in Liesborn die Ämter des Novizenmeisters, des Sacellans und des Priors (1680–1681) aus. Außerdem war er im Kloster Überwasser in Münster Beichtvater und Senior.
Seine Wahl zum Abt fand am 18. Januar 1689 statt. Laut seinen Koventsbrüdern war Langen ein tüchtiger, geschickter und gewandter Weltmann. Wie einer seiner Vorgänger, Maurus Schräder, war auch Langen ein Verehrer der Gottesmutter Maria. Für das Kloster kaufte er während seiner Regentenzeit Güter an und ließ eine neue silberne Kapsel für die Armreliquie des Heiligen Simeon 1696 anfertigen. In den letzten Jahren seiner kurzen Zeit als Abt litt er verstärkt an Rheuma, weshalb er zur Erholung in das Bad nach Aachen reisen wollte. Am 8. Juni 1698 starb er schließlich in Aldenhoven auf seiner Reise nach Aachen. Unter wohl großen Schwierigkeiten wurde der Leichnam Langens von zwei Kapuzinern nach Liesborn gebracht, wo er am 11. Juni bestattet wurde.